# Mukilteo

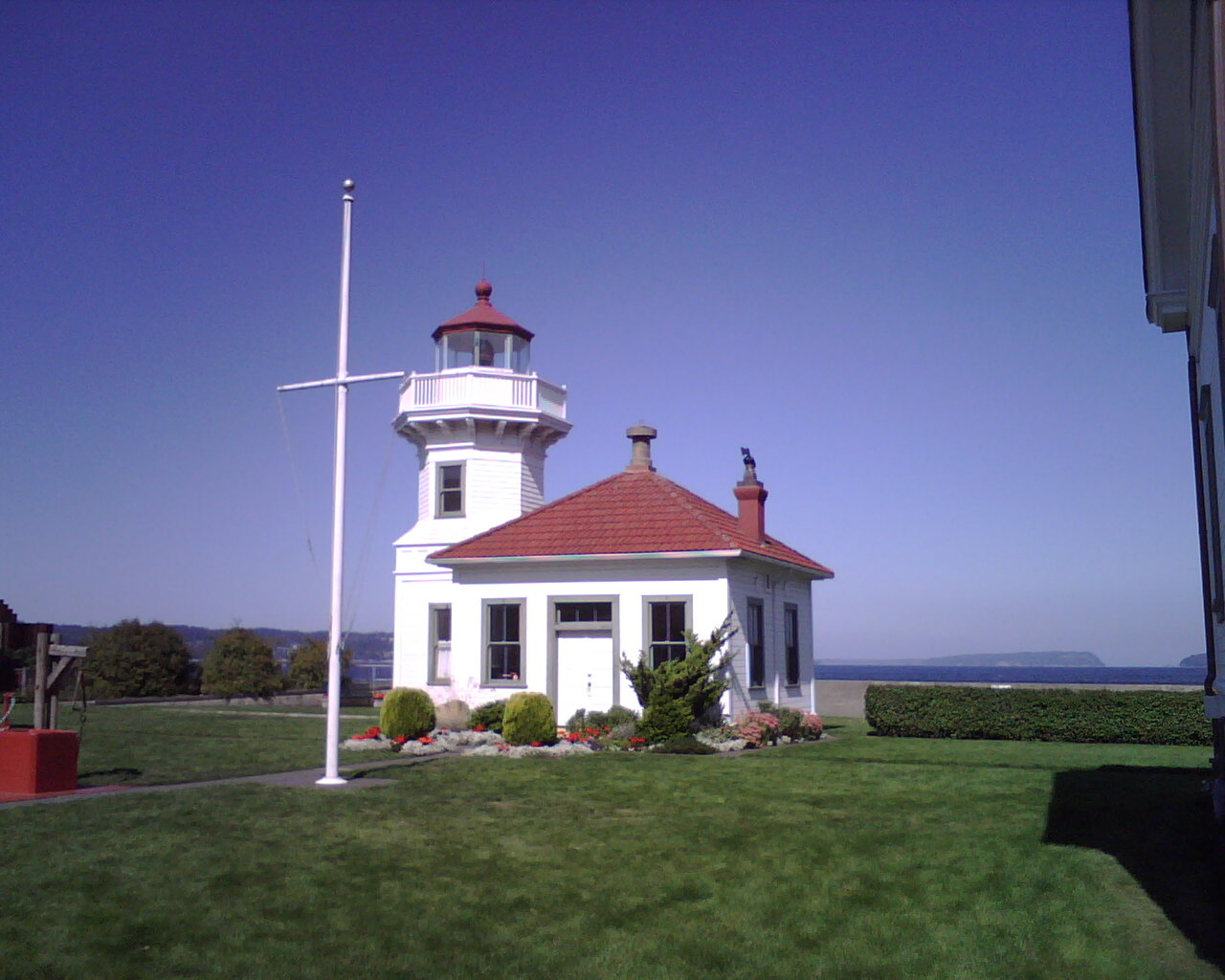
Maják Mukilteo Light.

Mukilteo (v překl. dobré tábořiště) je město v okrese Snohomish, v americkém státě Washington. V roce 2010 zde žilo 20 254 obyvatel. Město leží na pobřeží Pugetova zálivu a je místem terminálu Washington State Ferries, odkud vyplouvají lodě do Clintonu na Whidbeyho ostrově.
Jedná se o jedno z nejbohatších předměstí Seattlu. V roce 2007 mělo město průměrný příjem domácnosti téměř 84 tisíc dolarů. Stejně jako ve většině obcí v oblasti okolo Seattlu zde navíc stouply ceny nemovitostí, které dosáhly průměru 567 tisíc dolarů. Podle důchodu na hlavu je Mukilteo na 29. místě z 522 hodnocených obcí ve státě. Ve městě se dále nachází střední škola s nejvyšší cenou stavby v zemi, Kamiak High School. V roce 2010 bylo město desáté v žebříčku nejlepších malých měst v Americe časopisu Money. V roce 2011 v žebříčku poskočilo na devátou příčku.

## Historie
Přestože název města je obecně překládán jako dobré tábořiště, spolehlivá internetová stránka HistoryLink.org prohlašuje, že ve Snohomišském dialektu slovo znamená úzká pasáž. Město bylo oficiálně začleněno až v květnu 1947, přesto má historický význam pro rozvoj oblasti Pugetova zálivu. Právě v Mukilteu totiž v lednu 1855 guvernér Isaac Stevens podepsal s dvaadvaceti náčelníky indiánských kmenů, obývajících pobřeží zálivu, Point Elliottskou smlouvu.
Smlouva vyměnila půdu od mysu jižně od Seattlu až hranicím s Kanadou na severu za širokou škálu výhod, mezi které patřilo vzdělávání, zdravotní péče a právo na lov a rybaření. Podpisu smlouvy přihlíželo více než dva a půl tisíce původních obyvatel.
Podle městského historického spolku bylo území Mukiltea poprvé obydleno Evropany roku 1858 a od roku 1861 bylo sídlem okresu Snohomish. Tehdy byl okres vykrojen z okresu Island, v roce 1867 se však sídlem okresu stalo město Snohomish. Původně se osada jmenovala Point Elliott, jak bylo místo nazváno už při Wilkesově expedici roku 1841.
Ve svých prvních letech bylo Mukilteo rybářskou vesnicí, obchodním místem a celním přístavem. Okolní kopce pokryté douglaskami, cedry a jedlovci podporovali zdejší pilu a město mělo také konzervárnu, pivovar a továrnu na střelný prach. Stopy po této továrně zůstávají v podobě jména rokle Powder Mill Gulch, která se nachází jednu míli za hranicemi s Everettem. Japonská rokle pak poskytuje železniční přístup z pobřeží Pugetova zálivu k Boeing Everett Factory a Painovu letišti.
V roce 1900 ve městě žilo pouhých 300 obyvatel, o rok později se ale federální majákový výbor rozhodl postavit na zdejší mys maják a mlhový zvon. Maják, Mukilteo Light, zde stojí dodnes a byl postaven roku 1906.
V roce 1947, téměř sto let po podpisu Point Elliottské smlouvy, populace města čítala pouhých 775 obyvatel. To už zde existoval provoz trajektu na Whidbeyho ostrov, stál zde sklad paliva Letectva Spojených států a pobřežím vedla trať Great Northern Railway.
První větší vzrůst města přišel s anexí roku 1980, kdy bylo přidáno 3,1 km² jižně od Washington State Route 525, a populace vzrostla na 4 130. V roce 1991 bylo do města přidáno území Harbour Pointe, čímž se rozloha obce zdvojnásobila na 16,2 km² a populace vzrostla přes 10 tisíc. Pak se město změnilo ze starého obchodního městečka okolo trajektového terminálu v nové obchodní a bankovní město.
Důležitým městským parkem je bývalý státní park u majáku, vedle trajektového terminálu. V roce 1954 stát zakoupil 69 tisíc m² okolo majáku a přeměnil je ve státní park, ve kterém se nacházela také oblíbená lodní rampa. V roce 2003 stát čelil ekonomickým problémům a nabídl prodej parku městu, které nabídku přijalo. Město přejmenovalo park na Mukilteo Lighthouse Park a plánuje přestavbu, jejíž náklady budou dosahovat 6 milionů dolarů.
Další rozvoj je očekáván na pobřeží v dalších pěti až deseti letech. Východně od nynějšího terminálu stát plánuje výstavbu nového doku. Dva trajekty Washington State Ferries na lince mezi Mukilteem a Clintonem ročně obslouží až 3 miliony cestujících.

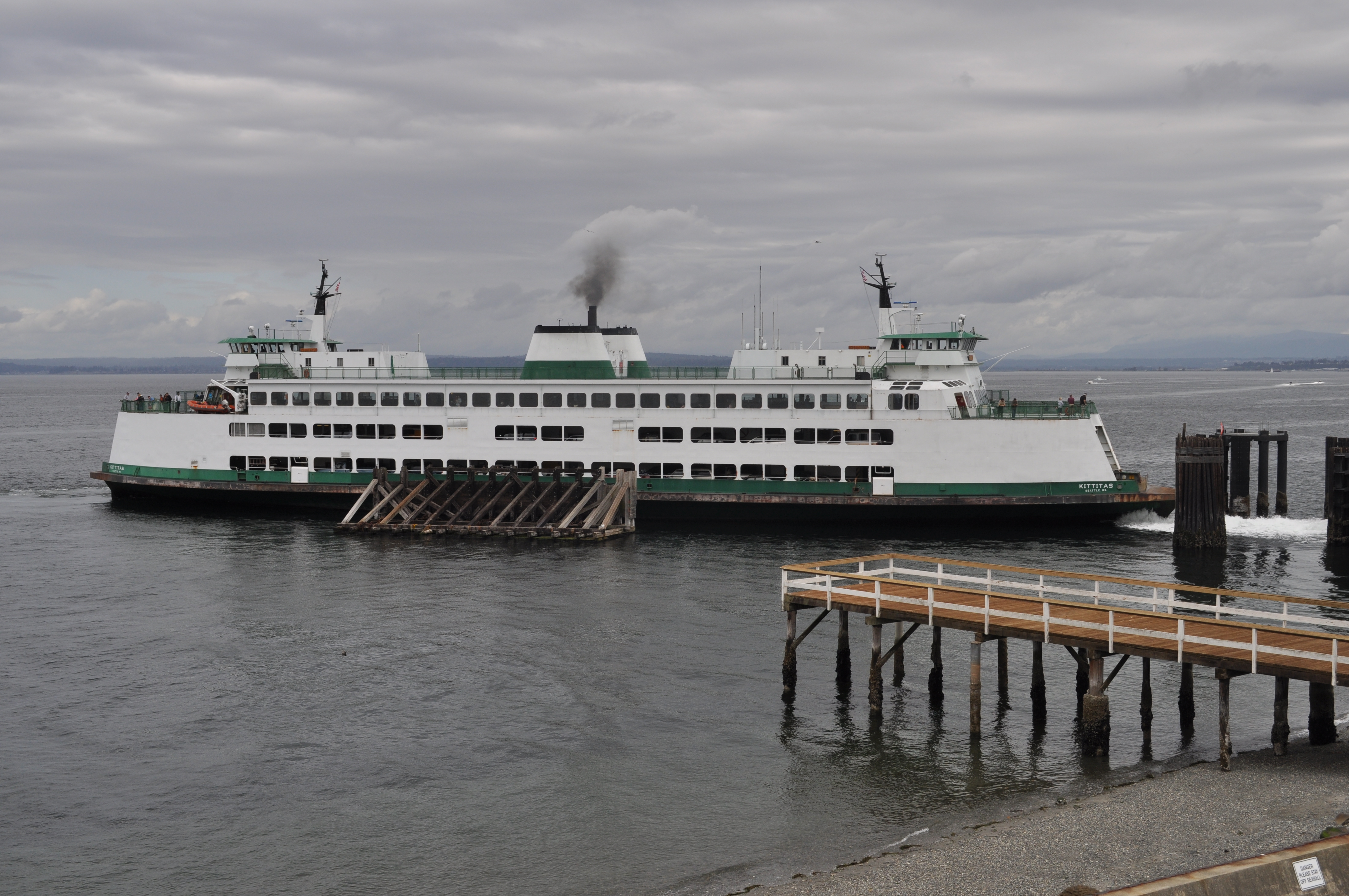
Trajekt MV Kittitas vyplouvá z terminálu v Mukilteu.

V roce 1992 se správa města postavila proti rozšíření Painova letiště a tehdejší starosta Brian Sullivan uvedl, že nechce, aby se město stalo SeaTacem severu. Město tak podpořilo smlouvu mezi správou okresu Snohomish a obyvateli okolo letiště z roku 1978.
Město je dopravním uzlem, což podpořily události roku 2008, kdy se federální vláda zbavila půdy starých palivových doků. V červnu 2008 byla na ní postavena 18 milionů dolarů drahá železniční stanice příměstských vlaků Sounder na trase mezi Everettem a Seattlem. Město pak ve spolupráci s everettským přístavem plánuje přeměnit zbytek opuštěné půdy na půdu s veřejným i soukromým využitím.

### Harbour Pointe
Harbour Pointe je čtvrť Mukiltea se smíšeným využitím, která se nachází na půdě dříve patřící společnosti Port Gamble Lumber Company. Nachází se zde střední škola Kamiak High School a prostřední škola Harbour Pointe Middle School. Po vykácení dřeva z oblasti půdu společnost ve třicátých letech minulého století prodala kalifornské společnosti Standard Oil, která zde chtěla postavit rafinerii.
Po rozvoji aljašských ropných polí v šedesátých letech společnost zjistila, že ji postačí kapacita rafinerie v Anacortes, a tak zrušila stavbu rafinerie v Harbour Pointe. Podle místní knihy Picnic Point Pathways od Sandyho Sandborga bylo toto rozhodnutí pravděpodobně ovlivněno environmentálním bojem, který zažila konkurenční Richfield Oil Company na Kayak Pointu, severně od Everettu.
V roce 1970 byla okresu Snohomish pronajata 1,9 km² rozlehlá parcela, ze které se stal Picnic Point Park. O sedm let později se společnost Standard Oil rozhodla darovat ji okresu a společnosti Harbour Pointe Limited Partnership prodala dalších 10 km² půdy. Ta měla později smíšené využití a v roce 1989 na ní bylo otevřeno golfové hřiště Harbour Pointe Golf Club.

## Vzdělávání
Mukiltejský školní obvod zahrnuje kromě města Mukilteo také části měst Everett, Lynnwood a Edmonds, takže celkově obsluhuje 68 tisíc obyvatel oblasti. Ve školním roce 2004/05 měl více než 14 tisíc studentů a rozpočet přes 100 milionů dolarů. Jeho částí jsou dvě střední školy, čtyři prostřední školy, dvanáct základních škol a jedna alternativní střední škola.

## Geografie
Mukilteo má rozlohu 24,4 km², z čehož 33 % je voda.
V roce 1996 bylo zjištěno, že město protíná zlom South Whidbey Island.
Většina území východně od města je nezačleněna. Ze západu a severu obec obklopuje Pugetův záliv a zbytek hranic tvoří Everett a opět nezačleněné území spadající pod okres Snohomish.

### Podnebí
| Mukilteo. WA – podnebí      | Mukilteo. WA – podnebí | Mukilteo. WA – podnebí | Mukilteo. WA – podnebí | Mukilteo. WA – podnebí | Mukilteo. WA – podnebí | Mukilteo. WA – podnebí | Mukilteo. WA – podnebí | Mukilteo. WA – podnebí | Mukilteo. WA – podnebí | Mukilteo. WA – podnebí | Mukilteo. WA – podnebí | Mukilteo. WA – podnebí | Mukilteo. WA – podnebí |
| Období                      | leden                  | únor                   | březen                 | duben                  | květen                 | červen                 | červenec               | srpen                  | září                   | říjen                  | listopad               | prosinec               | rok                    |
| --------------------------- | ---------------------- | ---------------------- | ---------------------- | ---------------------- | ---------------------- | ---------------------- | ---------------------- | ---------------------- | ---------------------- | ---------------------- | ---------------------- | ---------------------- | ---------------------- |
| Průměrné denní maximum [°C] | 8                      | 9                      | 12                     | 14                     | 18                     | 20                     | 23                     | 23                     | 21                     | 16                     | 11                     | 7                      | 15                     |
| Průměrné denní minimum [°C] | 1                      | 2                      | 3                      | 5                      | 8                      | 11                     | 12                     | 12                     | 9                      | 6                      | 3                      | 1                      | 6                      |
| Průměrné srážky [mm]        | 111                    | 86,6                   | 98                     | 75,2                   | 65,3                   | 57,4                   | 33,5                   | 34,3                   | 53,1                   | 82,6                   | 129,8                  | 126,7                  | 953,5                  |
| Zdroj: The Weather Channel  |                        |                        |                        |                        |                        |                        |                        |                        |                        |                        |                        |                        |                        |

## Demografie
V roce 2010 zde žilo 20 254 lidí, z čehož 87 % byli běloši, 7 % Asiaté a 1 % Afroameričané. 4 % obyvatelstva byla hispánského původu.

## Vláda
Město bylo oficiálně začleněno v květnu 1947 a vládne v něm starosta s městskou radou. Všichni tito představitelé jsou nestraníky a slouží ve čtyřletých volebních obdobích. Nynějším starostou je Joe Marine, zatímco členy městské rady jsou Kevin Stoltz, Richard Emery, Randy Lord, Howard Tinsley, Emily Vanderwielen, Linda Grafer a Jennifer Gregerson.

## Pobřeží
Mukilteo leží na pobřeží Pugetova zálivu, důležitého vodního tělesa v Tichém oceánu, které odděluje Olympijský poloostrov od pevniny. Většina obce leží na kopci nad pobřežím, který směřuje na Whidbeyho ostrov.
Přestože rybaření a jízda na lodi jsou ve městě populární formou rekreace, existuje zde jediná loděnice, dva sezónní doky, ale žádné přístaviště. V jedné době se ve městě nacházely dvě loděnice, které byly ovšem zbořeny a nahradily je rezidenční budova, respektive hotel. Okolí majáku a pilíře nedaleko trajektového terminálu jsou oblíbenými místy pro zdejší potápěče, a to díky rozmanitému podmořskému životu a výskytu chobotnic. Na každé straně zdejší restaurace s mořskými plody se nachází veřejná mola pro rybaření.

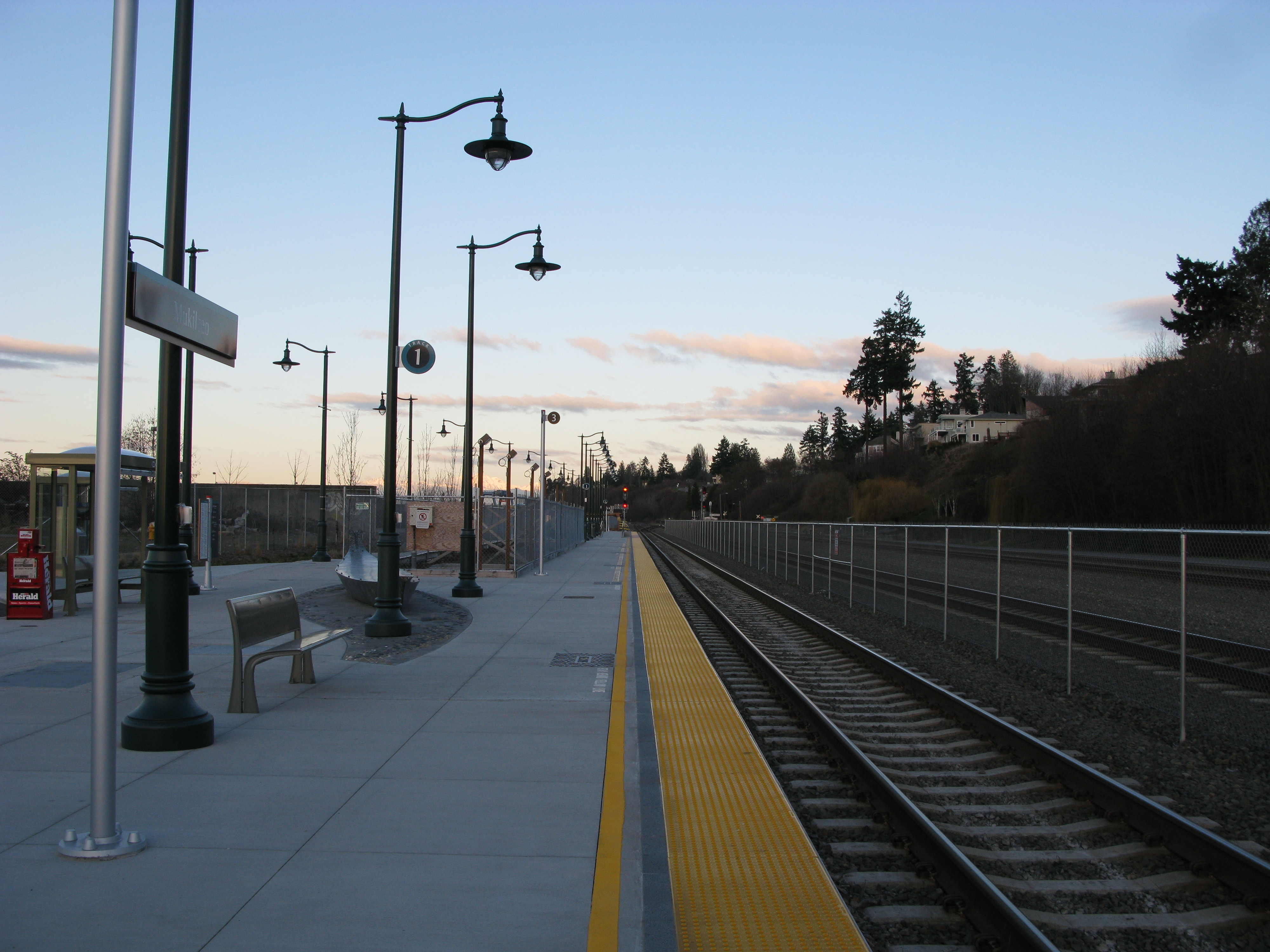
Stanice vlaku Sounder.

## Doprava
Z Mukiltea vede trasa trajektu do Clintonu na Whidbeyho ostrově.
Od června 2008 staví ve městě příměstský vlak Sounder. Ve všedních dnech zde v září 2009 jezdily čtyři spoje ráno a čtyři odpoledne.
Městem prochází dvě státní dálnice, Washington State Route 525 a Washington State Route 526. Prvně jmenovaná silnice má svou podpůrnou alternativu, na kterou je odkloňována doprava směřující do Boeing Everett Factory, aby neproudila do centra města a neúčastnila se stejného provozu jako doprava směřující na Whidbeyho ostrov.
Autobusy Community Transit číslo 113 a 190 projíždějí městem.